# Mistrovství světa v judu 2001
XXI. mistrovství světa se konalo v Olympiahalle v Mnichově ve dnech 26.-29. července 2001.

## Program
- ČTV – 26.07.2001 – těžká váha (+100 kg, +78 kg) a polotěžká váha (−100 kg, −78 kg)
- PAT – 27.07.2001 – střední váha (−90 kg, −70 kg) a polostřední váha (−81 kg, −63 kg)
- SOB – 28.07.2001 – lehká váha (−73 kg, −57 kg) a pololehká váha (−66 kg, −52 kg)
- NED – 29.07.2001 – superlehká váha (−60 kg, −48 kg) a bez rozdílu vah

## Výsledky

### Muži
| Kategorie | Zlato                       | Stříbro               | Bronz                    | Bronz                       |
| --------- | --------------------------- | --------------------- | ------------------------ | --------------------------- |
| −60 kg    | Anís Lounifi (TUN)          | Cédric Taymans (BEL)  | John Buchanan (GBR)      | Kazuhiko Tokuno (JPN)       |
| −66 kg    | Araš Mir'esmaejlí (IRI)     | Musa Nastujev (UKR)   | Yordanis Arencibia (CUB) | Kim Hjong-ču (KOR)          |
| −73 kg    | Vitalij Makarov (RUS)       | Júsuke Kanamaru (JPN) | Askat Šacharov (KAZ)     | Krzysztof Wiłkomirski (POL) |
| −81 kg    | Čo In-čchol (KOR)           | Alexej Budolin (EST)  | Sergei Aschwanden (SUI)  | Elchan Radžabli (AZE)       |
| −90 kg    | Frédéric Demontfaucon (FRA) | Zurab Zviadauri (GEO) | Rasul Salimov (AZE)      | Jun Tong-sik (KOR)          |
| −100 kg   | Kósei Inoue (JPN)           | Antal Kovács (HUN)    | Čang Song-ho (KOR)       | Askat Žitkejev (KAZ)        |
| +100 kg   | Alexandr Michajlin (RUS)    | Selim Tataroğlu (TUR) | Mahmúd Mírán (IRI)       | Šin’iči Šinohara (JPN)      |

### Ženy
| Kategorie | Zlato                        | Stříbro                      | Bronz                     | Bronz                     |
| --------- | ---------------------------- | ---------------------------- | ------------------------- | ------------------------- |
| −48 kg    | Rjóko Tamuraová (JPN)        | Ri Kjong-ok (PRK)            | Danieska Carriónová (CUB) | Giuseppina Macriová (ITA) |
| −52 kg    | Kje Sun-hui (PRK)            | Raffaella Imbrianiová (GER)  | Liou Jü-siang (CHN)       | Legna Verdeciaová (CUB)   |
| −57 kg    | Yurisleidys Lupeteyová (CUB) | Deborah Gravenstijnová (NED) | Isabel Fernándezová (ESP) | Kie Kusakabeová (JPN)     |
| −63 kg    | Gella Vandecaveyeová (BEL)   | Sara Álvarezová (ESP)        | Anaysi Hernándezová (CUB) | Ajumi Tanimotová (JPN)    |
| −70 kg    | Masae Uenová (JPN)           | Kate Howeyová (GBR)          | Leyén Zuluetaová (CUB)    | Ulla Werbroucková (BEL)   |
| −78 kg    | Noriko Annová (JPN)          | Yurisel Labordeová (CUB)     | Céline Lebrunová (FRA)    | I So-jon (KOR)            |
| +78 kg    | Jüan Chua (CHN)              | Midori Šintaniová (JPN)      | Daima Beltránová (CUB)    | Sandra Köppenová (GER)    |